# Myers Corner
Myers Corner és una concentració de població designada pel cens dels Estats Units a l'estat de Nova York. Segons el cens del 2000 tenia 5.546 habitants.

## Demografia
Segons el cens del 2000, Myers Corner tenia 5.546 habitants, 1.808 habitatges, i 1.583 famílies. La densitat de població era de 502,7 habitants per km².
Dels 1.808 habitatges en un 40,5% hi vivien nens de menys de 18 anys, en un 77,8% hi vivien parelles casades, en un 7% dones solteres, i en un 12,4% no eren unitats familiars. En el 9,8% dels habitatges hi vivien persones soles el 4,2% de les quals corresponia a persones de 65 anys o més que vivien soles. El nombre mitjà de persones vivint en cada habitatge era de 3,06 i el nombre mitjà de persones que vivien en cada família era de 3,27.
Per edats la població es repartia de la següent manera: un 27,6% tenia menys de 18 anys, un 6,3% entre 18 i 24, un 27,4% entre 25 i 44, un 28,5% de 45 a 60 i un 10,2% 65 anys o més.
L'edat mediana era de 38 anys. Per cada 100 dones de 18 o més anys hi havia 94,5 homes.
La renda mediana per habitatge era de 76.142 $ i la renda mediana per família de 81.894 $. Els homes tenien una renda mediana de 61.856 $ mentre que les dones 32.169 $. La renda per capita de la població era de 27.114 $. Entorn de l'1,7% de les famílies i el 3,3% de la població estaven per davall del llindar de pobresa.